# Serut (Nguter)
Serut is een bestuurslaag in het regentschap Sukoharjo van de provincie Midden-Java, Indonesië. Serut telt 2116 inwoners (volkstelling 2010).